# Diaková
Diaková (Hongaars: Deákfalu) is een Slowaakse gemeente in de regio Žilina, en maakt deel uit van het district Martin.
Diaková telt 280 inwoners.